# Archivio di Stato di Ancona
L'Archivio di Stato di Ancona è l'ufficio periferico del Ministero per i beni e le attività culturali che a norma di legge conserva la documentazione storica prodotta dalle amministrazioni periferiche dello Stato nella provincia di Ancona e per deposito volontario, custodia temporanea, donazione o acquisto ogni altro archivio o raccolta documentaria di importanza storica.

## Storia
L'Archivio di Stato di Ancona è stato istituito con il DPR 30 settembre 1963 n. 1409, che ha segnato il punto di arrivo di un processo di concentrazione documentaria iniziato all'indomani dell'Unità d'Italia, quando le carte delle passate magistrature - la Delegazione apostolica, la Prefettura napoleonica, gli organismi governativi provvisori e straordinari e le corporazioni religiose soppresse - furono riunite nella sede dell'ex convento di Santa Palazia, per essere poi trasferite nel 1886 presso il Palazzo di Giustizia. Quel nucleo documentario costituì il patrimonio dell'Archivio provinciale di Ancona, istituito, su richiesta dell'Amministrazione provinciale e in seguito a convenzione tra Stato e Provincia, in data 14 maggio 1919 sul modello di quelli già esistenti nell'Italia meridionale.
Tappa successiva fu l'istituzione, con DM 18 maggio 1941, di una Sezione di Archivio di Stato, che iniziò a funzionare nel giugno del 1942 con lo stesso materiale documentario e negli stessi locali del precedente istituto e subì gravi danni negli anni successivi ad opera dei bombardamenti aerei e di scarti poco avveduti. L'effettiva attività dell'istituto prese avvio nella fase post-bellica e in quegli anni giunsero nuove acquisizioni, provenienti dall'Archivio notarile distrettuale di Ancona nel 1950 e dalla Corte di Appello, dal Tribunale e dalla Pretura nel 1954-1955, mentre l'Ufficio provinciale di Leva effettuava una serie progressiva di versamenti dal 1953 al 1960.
Infine, nel 1963 fu istituito l'Archivio di Stato, che ha trovato nel 1970 la sede definitiva in Via Maggini, dove ha potuto accogliere i successivi accrescimenti, pervenuti secondo i termini stabiliti dalla legge. Dopo il terremoto del 1972 il Comune di Ancona vi ha depositato il proprio archivio storico,
Con DM 27 dicembre 1973, in considerazione dell'importanza esercitata dal centro fabrianese nell'hinterland marchigiano, venne istituita la Sezione di Archivio di Stato di Fabriano, che fu quindi soppressa nel 2013, a seguito della contrazione del bilancio della Pubblica amministrazione; il materiale documentario venne riportato nell'Archivio di Stato, tranne il cessato catasto di Fabriano e di alcune località limitrofe, conservati presso il Comune di Fabriano.

## Patrimonio
Oltre agli archivi prodotti dalle istituzioni politiche, amministrative e giudiziarie degli Stati preunitari e dello Stato Italiano, l'Archivio di Stato conserva archivi di enti locali (Comune e Provincia di Ancona), archivi notarili delle varie piazze della provincia di Ancona, archivi privati di illustri famiglie, quali Ferretti e Benincasa, di personaggi della vita politica della città (Oddo Marinelli, Giovanni Conti, Guido Salmoni ecc.) nonché fondi pubblici e privati acquisiti a vario titolo (deposito, acquisto, donazione), tra cui l'archivio dell'ex Ospedale psichiatrico, per un totale di oltre 17 km lineari di documentazione.